# Minnesota State University, Mankato
Die Minnesota State University, Mankato, ist eine Universität in Mankato, Minnesota. Mit 14.700 Studenten ist es die drittgrößte Hochschule in Minnesota und gehört zum Minnesota State Colleges and Universities System.

## Geschichte
Im Jahre 1868 wurde die Mankato Normal School gegründet, welche zunächst von 27 Studenten besucht wurde und Lehrer für Grundschulen und später auch für Highschools ausbildete. 1921 wurde die Normal School in das Mankato State Teachers College umgewandelt, welches zunächst zwei- bis dreijährige und ab 1939 auch vierjährige Studienprogramme anbot. 1954 wurden die ersten Master-Abschlüsse verliehen. Im Jahre 1956 studierten erstmals mehr als 3000 Studenten an der Hochschule. 1957 wurde die Hochschule zum Mankato State College, 1975 zur Mankato State University. Damals erreichte die Studentenzahl insgesamt 14.000. Im Jahre 1999 erhielt die Universität den Namen Minnesota State University, Mankato.
Heute bieten sechs Fakultäten mehr als 150 Undergraduate-Programme und 100 Graduate-Programme an. Derzeit sind etwa 14.700 Studenten eingeschrieben, die sich in etwa 12.800 Undergraduate-Studenten, zirka 1800 Graduate-Studenten und 130 Promotionsstudenten gliedern. Insgesamt kommen knapp 500 Studenten aus dem Ausland.

## Sport
Die Sportteams der Universität heißen Mavericks und treten in der Northern Sun Intercollegiate Conference innerhalb der NCAA Division II an. Eine Ausnahme stellen die Eishockeyteams dar, welche in der Western Collegiate Hockey Association (Division I) vertreten sind. Die Farben sind Lila und Gold, das Maskottchen heißt Stomper.
Die Minnesota Vikings absolvierten von 1966 bis 2017 ihr Sommertrainingscamp auf dem Campus der MSU.

## Bekannte Absolventen
- David Backes (* 1984), Eishockeyspieler
- Teodors Bļugers (* 1994), lettischer Eishockeyspieler
- Ryan Carter (* 1983), Eishockeyspieler
- Dennis J. Hejlik, Lieutenant General des US Marine Corps
- Tim Jackman (* 1981), Eishockeyspieler
- Jonathon Kalinski (* 1987), Eishockeyspieler
- Marc Michaelis (* 1995), deutscher Eishockeyspieler
- Melissa Peterman (* 1971), Schauspielerin
- Tyler Pitlick (* 1991), Eishockeyspieler
- Grant Stevenson (* 1981), Eishockeyspieler
- Adam Thielen (* 1990), American-Football-Spieler
- Parker Tuomie (* 1995), US-amerikanisch-deutscher Eishockeyspieler
- Julian Napravnik (* 1997), deutscher Eishockeyspieler